# Erik Sigerud
Erik Sigerud est un artiste suédois né en 1977 à Borlänge en Suède. Il vit et travaille à Stockholm.